# Iveri Dzhikurauli
Iveri Dzhikurauli (en georgiano: ივერი ჯიქურაული, Dusheti, 22 de marzo de 1976) es un deportista georgiano que compitió en judo. Ganó cuatro medallas en el Campeonato Europeo de Judo entre los años 1994 y 2001.

## Palmarés internacional
| Campeonato Europeo | Campeonato Europeo       | Campeonato Europeo | Campeonato Europeo |
| Año                | Lugar                    | Medalla            | Categoría          |
| ------------------ | ------------------------ | ------------------ | ------------------ |
| 1994               | Gdańsk (Polonia)         | Medalla de bronce  | –86 kg             |
| 1995               | Birmingham (Reino Unido) | Medalla de plata   | –86 kg             |
| 2000               | Breslavia (Polonia)      | Medalla de bronce  | –100 kg            |
| 2001               | París (Francia)          | Medalla de bronce  | –100 kg            |